# Fagersjön, Dalarna
Fagersjön är en sjö i Avesta kommun i Dalarna och ingår i Dalälvens huvudavrinningsområde.